# 三線佛州節蜱
三線佛州節蜱（学名：Floracarus trirectus）为節蜱科佛州節蜱屬下的一个种。